# Фролов Олександр Йосипович
Олександр Йосипович Фролов (14 грудня 1895, місто Санкт-Петербург, тепер Російська Федерація — розстріляний 20 жовтня 1938, місто Сталінабад, тепер Душанбе, Таджикистан) — радянський діяч, 2-й секретар ЦК КП(б) Таджикистану.

## Біографія
Походив із єврейської міщанської родини. Батько був музикантом естради, мати працювала кравчинею.
З 1908 до 1914 року навчався в реальному училищі міста Вишнього Волочка Тверської губернії. З 1909 року займався репетиторством, давав приватні уроки.
У 1914 році вступає до Петроградського університету. У квітні 1915 року заарештований за участь у студентських гуртках і висланий в адміністративному порядку до Вологодської, а потім до Тверської губернії.
У квітні 1917 — листопаді 1918 року — діловод, секретар відділу військовополонених Союзу міст у Петрограді. У 1918 році закінчив чотири курси Петроградського університету.
У грудні 1918 — травні 1919 року — червоноармієць 1-го стрілецького полку Червоної армії в місті Єльня Смоленської губернії. У травні — вересні 1919 року — червоноармієць 45-го Українського інженерного батальйону Червоної армії на Південному фронті.
Член РКП(б) з липня 1919 року.
У жовтні 1919 — травні 1920 року — курсант 2-х Катеринославських інженерно-командних курсів РСЧА в місті Кунгур Пермської губернії.
З червня до грудня 1920 року — помічник командира електротехнічного дивізіону РСЧА в Москві.
У грудні 1920 — листопаді 1922 року — слухач Військової електротехнічної академії в місті Сергіїв Посад Московської губернії.
У грудні 1922 — серпні 1924 року — студент Московського вищого технічного училища, закінчив два курси. Одночасно з 1923 до 1924 року — секретар осередку РКП(б) Московського вищого технічного училища імені Баумана.
У серпні 1924 — січні 1925 року — заступник завідувача агітаційно-пропагандистського відділу Бауманського районного комітету РКП(б) міста Москви.
У січні 1925 — березні 1926 року — завідувач інформаційно-статистичного підвідділу та заступник завідувача організаційного відділу Бауманського районного комітету РКП(б) міста Москви.
У березні 1926 — січні 1927 року — заступник завідувача інформаційно-статистичного підвідділу Московського губернського комітету ВКП(б).
У січні — квітні 1927 року — відповідальний інструктор Московського губернського комітету ВКП(б).
У квітні 1927 — серпні 1928 року — відповідальний редактор видавництва «Московський робітник».
У серпні 1928 — вересні 1929 року — завідувач інформаційно-статистичного підвідділу та заступник завідувача організаційного відділу Московського губернського комітету ВКП(б).
У вересні 1929 — травні 1930 року — голова правління Московського обласного комітету Спілки працівників освіти; член Бюро ЦК Спілки працівників освіти.
У травні 1930 — березні 1931 року — помічник секретаря ЦК ВКП(б) Карла Баумана.
У березні 1931 — березні 1934 року — завідувач організаційно-інструкторського відділу ЦК КП(б) Узбекистану в місті Ташкенті.
У березні 1934 — лютому 1937 року — завідувач промислово-транспортного відділу ЦК КП(б) Узбекистану.
У лютому — 4 жовтня 1937 року — 2-й секретар ЦК КП(б) Таджикистану. З 10 липня до жовтня 1937 року входив до складу трійки НКВС по Таджицькій РСР.
4 жовтня 1937 року заарештований органами НКВС. У лютому 1938 року виключений із ВКП(б). Засуджений Воєнною колегією Верховного суду СРСР 20 жовтня 1938 року до страти, розстріляний того ж дня.
6 червня 1956 року посмертно реабілітований Військовою колегією Верховного суду СРСР.

## Родина
1921 року одружився з Ганною Давидівною Язловською (1899—1957). 1922 року в них народилася дочка Віра (1922—1992).